# Sul América Esporte Clube
El Sul América Esporte Clube fue un equipo de fútbol de Brasil que juega en el Campeonato Amazonense, la primera división del Amazonas. En 1993 participó por primera vez en la Copa de Brasil.

## Historia
Fue fundado el 1 de mayo de 1932 en Manaus, capital del estado de Amazonas, por integrantes del club aficionado Serra Azul como un equipo que fuera como un representante de América del Sur de manera patriótica. El club estuvo inactivo entre 1938 y 1950.
Entre los años 1960 y años 1980 el club logró ganar el torneo inicio en cuatro ocasiones, así como la copa estatal en 1977, pero los mejores años del club llegarían hasta los años 1990, periodo en el cual el club salió con el título estatal en dos ocasiones de manera consecutiva gracias al apoyo del comercio local, logrando crear una fuerza dominante en el estado en la década. En 1993 el club participa por primera vez en la Copa de Brasil, su primera aparición en un torneo a escala nacional, donde es eliminado en la primera ronda 0-1 por el Rio Branco Football Club del estado de Acre.
La sección femenil del club ha tenido un mayor éxito dentro de la institución, ya que consiguieron ganar la Copa de Brasil en 1991 y llegaron a la final de la copa nacional en 1988.

## Rivalidades
Su principal rival es el Sao Raimundo, con quien juega el Clásico del Gallo Negro debido a los trabajos que hacían sus aficionados en los años 1940 y al finalizar cada partido se encontraba un gallo negro muerto con el nombre del equipo perdedor. La ventaja histórica la tiene Sao Raimundo.
Otro rival es el América con quien juega el Clásico de las Américas, teniendo su primer partido en 1964 y el archivo histórico le da ventaja al Sul América Esporte Clube.

## Palmarés
- Campeonato Amazonense: 2

1992, 1993
- Copa de Amazonas: 1

1977
- Torneo Inicio de Amazonas: 5

1951, 1977, 1987, 1989, 1993